# 艺术家 (电影)
《星光夢裏人》（英語：The Artist）是一部2011年法国黑白浪漫爱情默片，法国导演迈克尔·哈扎纳维希乌斯执导，法国演员尚·杜賈爾登和贝热尼丝·贝乔主演。故事发生在1927年到1932年的好莱坞，讲述一位走下坡路的男演员和一位正在崛起的女演员之间的故事。
本片口碑获得极大的成功。男主角尚·杜賈爾登获得2011年康城影展和第69屆金球獎最佳男演员奖，并于2012年獲得第84屆奧斯卡金像獎最佳影片、最佳導演、最佳男主角、最佳服装设计和最佳原创配乐五项大獎。
2023年8月，本片在爛番茄整理「2010年代最佳50部喜劇」的排行榜，位居第15名。

## 剧情
1927年，荷里活的當紅默片巨星喬治·華倫天(George Valentin)才華洋溢，無人不識，在一次偶然機會下邂逅了影迷柏比·米拉(Peppy Miller)。柏比熱愛表演，立志要在演藝圈創下一番成績。她在刮風影業(Kinograph Studio)當上舞蹈員。事業開始穩步上揚。並且獲得跟喬治合作的機會。
後來，有聲電影出現，柏比·米拉由藉藉無名的小配角搖身一變成為影壇新甜心偶像。反之，喬治因蔑視有聲電影，也不願在大力引進新人的刮風影業屈居人下。他離開公司後，自資酬拍自編自導自演的默片「真愛眼淚」(Tears of love)。此片跟柏比·米拉的新作「美麗焦點」(Beauty Spot)打對台。時值美國經濟大蕭條，股市崩盤，喬治損失不貲，除非電影大賣，否則喬治將會一無所有。可是觀眾都只想觀看「美麗焦點」。
本已感情不睦的喬治太太決定離婚，並趕他離家。喬治只好與侍從Clifton (James Cromwell)和小狗Uggy一起搬入小公寓中。江河日下的喬治努力維持門面，但窮途潦倒，一年發不出工資給忠心的Clifton，最後只好趕他離開並把車子送他當遣散費。為了生計，他逐漸變賣自己擁有的一切。
在看完所收藏的自己從前拍過的默片後，頹喪的喬治放火燒掉自己的電影菲林，卻引發火災。幸好Uggy找來警察救人。喬治在醫院休養的時候，由報端得知消息的柏比·米拉前來探望，發現他在暈倒前一直摟著與她合作拍攝的電影菲林不放。米拉因此向醫生要求讓他在自己的家中休養。之後米拉以自身去留要脅刮風影業老闆Zimmer由她和喬治擔當新片的男女主角，Zimmer無奈答允。
喬治醒來，發現是米拉聘用了Clifton為司機，還收購了自己所變賣的藏品，大受打擊之下，一心返回自家公寓自我了結。幸好米拉及時趕到阻止。米拉表示二人可以合作拍攝歌舞片。之後二人一起在Zimmer面前一起載歌載舞，Zimmer看過後大表讚賞，並決定為二人開拍一齣歌舞片。

## 角色
- 尚·杜賈爾登 飾演 George Valentin
- 贝热尼丝·贝乔 飾演 Peppy Miller
- Uggie（英语：Uggie） 飾演 狗，Jack
- 尊·古曼 飾演 Al Zimmer
- 詹姆斯·克倫威爾 飾演 Clifton
- 蜜西·派兒 飾演 Constance
- 潘妮洛普·安·蜜勒（英语：Penelope Ann Miller） 飾演 Doris Valentin
- 馬康·麥杜維 飾演 男管家
- 比茜·圖諾克 飾演 Norma
- 貝絲·格蘭特（英语：Beth Grant） 飾演 Peppy的女佣
- 艾德·羅特 飾演 Peppy的第一個汽車司機
- 珍·李尼（英语：Jen Lilley） 飾演 观看者
- Nina Siemaszko（英语：Nina Siemaszko） 飾演 赞赏的女士
- Jewel Shepard（英语：Jewel Shepard） 飾演 Flapper starlet
- 貝西·霍夫曼（英语：Basil Hoffman） 飾演 拍卖商
- Ben Kurland（英语：Ben Kurland） 飾演 选角助理
- Ken Davitian（英语：Ken Davitian） 飾演 典當商人
- 比爾·法格巴克 飾演 警察

## 制作
导演迈克尔·哈扎纳维希乌斯因仰慕许多默片时代的电影制片人，以及那些画面所呈现的自然本态，而長年計畫拍攝一部默片作品。起初他并没有认真下决心要拍默片，后来随着他的间谍片OSS 117: Cairo, Nest of Spies和OSS 117: Lost in Rio在票房上的成功，使他开始认真为个人爱好做准备。影片男主角和女主角均與导演多次合作。他把故事设置为一个比较夸张的剧情，因为他认为许多默片时代的电影大多剧情都比较夸张。他还专门研究过1920年代的好莱坞和拍摄技巧。剧本花了四个月完成。
制作公司为La Petite Reine 和ARP Sélection，也得到了Studio 37、法國電視三台，以及Canal+和CinéCinéma的资金支持，总成本为1347万欧元。整个剧组成员由法国和美国人员组成。
在洛杉矶共拍摄了七周。在演员表演的时候，导演负责播放好莱坞以前的古典音乐。

## 评价

### 十大榜单
本片被以下评论家、媒体列入年度十佳电影名单中:
| 影评人             | 所载媒体         | 名次 |
| ------------------ | ---------------- | ---- |
| Richard Corliss    | 时代             | 第一 |
| Peter Bradshaw     | 卫报             | 第一 |
| Robbie Collin      | 每日电讯报       | 第一 |
| Peter Travers      | 滚石             | 第二 |
| Elizabeth Weitzman | 纽约每日新闻     | 第二 |
| Lisa Schwarzbaum   | 娱乐周刊         | 第三 |
| Daniel Sarath      | New In Cinema    | 第三 |
| Richard T. Jameson | MSN Movies       | 第四 |
| Sean Axmaker       | MSN Movies       | 第五 |
| 不適用             | Empire Magazine  | 第五 |
| Marshall Fine      | Hollywood & Fine | 第五 |
| 不適用             | Sight & Sound    | 第五 |
| Sasha Stone        | Awards Daily     | 第七 |
| 羅傑·伊伯特        | 芝加哥太阳报     | 第十 |
| 不適用             | Time Out London  | 第十 |